# تقشير (تجميل)

يتضمن التقشير إزالة أقدم خلايا الجلد الميتة من سطح الجلد. تأتي الكلمة من الكلمة اللاتينية exfoliare (تجريد الأوراق). يستخدم التقشير في جميع علاجات الوجه ويمكن تحقيق ذلك بوسائل ميكانيكية أو كيميائية، مثل التقشير بالكريستالات المجهرية أو التقشير الكيميائي. غالبًا ما يُعلن عن المقشرات على أنها علاجات تعزز الجمال أو المظهر الشبابي أو الصحة.

## تاريخ
كان قدماء المصريين أول من مارس التقشير. استخدم التقشير أيضًا في آسيا، وتحديداً في الصين، في خلال عهد أسرة تشينغ (1644-1944). في العصور الوسطى، كان النبيذ يستخدم كمقشر كيميائي، مع حمض الطرطريك كعامل نشط.

## أنواع التقشير

### ميكانيكي
تتضمن العمليات الميكانيكية حك الجلد فيزيائيًا بمادة كاشطة. تشتمل مواد التقشير الميكانيكية على أقمشة من الألياف الدقيقة، وأوراق تقشير لاصقة، ومقشرات للوجه بخرز دقيق، وورق كريب، ونواة المشمش المجروش أو قشور اللوز، وبلورات السكر أو الملح، والخفاف، والمواد الكاشطة مثل الإسفنج، واللوف، والفرش، وأظافر الأصابع. تتوفر مقشرات الوجه في المنتجات التي لا تستلزم وصفة طبية ليطبقها المستخدم. يجب على الأشخاص ذوي البشرة الجافة تجنب المقشرات التي تحتوي على نسبة كبيرة من الخفاف أو الصخور البركانية المكسرة. يُعرف الخفاف بأنه مادة لتقشير جلد القدمين.
بالإضافة إلى كشط الجلد، فإن الديرما بلانينج هي طريقة ميكانيكية للتقشير، تُقشر الجلد (أو البشرة) عن طريق إزالة الجلد الميت والشعر الزغبي. تُجرى العملية من قبل خبير تجميل، حيث يقوم بتمرير مشرط برفق عبر الجلد لإزالة الطبقة الخارجية من خلايا الجلد والشعر من الوجه. كمنتج ثانوي، فإنه أيضًا يحلق الشعر الزغبي، لكن الشعر ينمو مرة أخرى بنفس المعدل والملمس كما كان من قبل. تتضمن العملية استخدام مشرط بطول 25 سم (10 بوصات) ينحني إلى نقطة حادة. في معظم الحالات، تُستخدم الشفرة على بشرة نظيفة وجافة على الجبهة والخدين والذقن والأنف والرقبة. يمكن أيضًا إجراء الديرما بلانينج على الجلد الذي طُبق الزيت عليه.

### كيميائي
التقشير الكيميائي، يزيل خلايا الجلد الميتة من الوجه بمواد كيميائية. تشتمل المقشرات الكيميائية على مواد تقشير تحتوي على حمض الساليسيليك أو حمض الجليكوليك أو إنزيمات الفاكهة أو حمض الستريك أو حمض الماليك، والتي يمكن استخدامها بتراكيز عالية من قبل أخصائي طبي، أو بتراكيز منخفضة في المنتجات التي لا تستلزم وصفة طبية. قد يتضمن التقشير الكيميائي استخدام المنتجات التي تحتوي على أحماض ألفا هيدروكسي (آي إتش آي، مثل حمض الجليكوليك وحمض اللاكتيك وحمض الماندليك وحمض الماليك وحمض الطرطريك وحمض الستريك) وأحماض بيتا هيدروكسي (بي إتش آي، أحماض الساليسيليك عادةً) وأحماض البولي هيدروكسي (پي إتش آي، مثل حمض اللاكتوبيونيك، والجلوكونولاكتون، والجالاكتوز) أو الإنزيمات (مثل التربسين أو الكولاجيناز) التي تضعف التصاق الخلايا، ما يسمح لها بالتلاشي. يوصى بهذا النوع من التقشير للأشخاص الذين يعالجون حب الشباب. في علاجات منتجع التجميل الأوروبي القاري، يعتبر العنب المنتج للنبيذ ذا خصائص تقشير ويستخدم في ممارسة العلاج بالخل. من بين هؤلاء، لا يتوفر سوى أحماض ألفا هيدروكسي وأحماض بيتا هيدروكسي في السوق للاستخدام اليومي. بينما تُطبق أحماض ألفا هايدروكسي لتنظيف الطبقة الخارجية من الجلد، تخترق أحماض بيتا هيدروكسي الجلد وتنظفه من الداخل.
بعض طرق إزالة الشعر تقشر الجلد أيضًا.
- الشمع هو عملية ميكانيكية لانتزاع الشعر من الجلد، ولكنه يعمل أيضًا كمقشر ميكانيكي. يمكن إجراؤها كل أسبوعين إلى ثمانية أسابيع. لا يمكن إجراؤه بشكل متكرر مثل العديد من المقشرات. وبالتالي، فهو لا يشكل بديلاً كاملاً لنظام التقشير.
- مزيل الشعر الكيميائي الذي يحتوي على هيدروكسيد الكالسيوم و/أو حمض الثيوجليكوليك، مثل ناير، ومسحوق الحلاقة، هي أمثلة لمنتج كيميائي لإزالة الشعر يعمل أيضًا كمقشر كيميائي. تُوضع بشكل متكرر أكثر من الشمع (مرة في الأسبوع بدلاً من مرة في الشهر) لأنها تدمر جزئيًا الشعر الموجود أسفل الجلد، بدلاً من نزع الجذور بالكامل كما تفعل إزالة الشعر بالشمع. يمكن أن يكون استخدامها أسبوعيًا بديلاً لنظام التقشير الأسبوعي.
- للحلاقة الرطبة أيضًا خصائص تقشير ميكانيكية. يؤدي تحريك فرشاة الحلاقة بقوة على الوجه إلى غسل الوجه وإزالة الجلد الميت في نفس الوقت. بعد وضع الرغوة بفرشاة، يزيل استخدام ماكينة الحلاقة الجلد الميت لأن الشفرة تسحب عن كثب عبر الجلد وتقشر بشكل أكثر فعالية من ماكينة الحلاقة الكهربائية.

## سلبيات
وفقًا لأطباء الأمراض الجلدية، فإن التقشير الكيميائي أو اليدوي ليس ضروريًا من الناحية الطبية، لأن خلايا الجلد الميتة تُقشر بالفعل بشكل طبيعي، ويمكن أن يكسر التقشير الاصطناعي المفرط حاجز الجلد ضد الكائنات الحية الدقيقة ويؤدي إلى العدوى، وكذلك إلى شد وحساسية الجلد. يمكن أن يؤدي التقشير الصناعي إلى تفاقم الجلد الجاف والمتقشر الذي يحتاج إلى ترطيب لإصلاحه، وأن يؤدي إلى بعض الاحمرار الأولي للجلد. بالقرب من نهاية التقشير الكيميائي، يتجمد الجلد، وتتنوع ألوانه من الأبيض الفاتح إلى الرمادي على سطح الجلد.

## أنواع تقشير الوجه
برغم اختلاف فاعلية وتأثير طرق التقشير الي ان حالة البشرة هي المعيار الأساسي لاختيار طرق التقشير اليك أفضل طرق التقشير
- التقشير الالماسي.
- التقشير الكيميائي.
- التقشير بالليزر.
- التقشير الكريستالي.
- التقشير باستخدام مستحضرات التقشير التجاريّة.
- التقشير باستخدام الوصفات المنزلية.

## وصلات خارجية
- التقشير الكيميائي